# Where Do You Go
Where Do You Go е заглавието на песен, написана от Питър Бишоф и Франц Ройтер. Първата ѝ версия е записана от евроденс групата Ла Буш през 1995 г. като част от албума Sweet Dreams. През юни 1996 г. се появява кавър версия на европоп групата Ноу Мърси, включена в едноименния дебютен албум. Тя е техният първи сингъл и се превръща в хит в САЩ, Обединеното кралство, Канада, Ирландия и различни други места по света.
Песента е издадена в САЩ през 1996 г. и става хит в първата десетка на Хот 100 на Билборд, като върхът ѝ е номер 5. В Обединеното кралство и Ирландия е издадена през януари 1997 г., където прекарва 15 седмици в британската класация за сингли, с връх номер 2, а в Ирландия достига най-горната позиция.